# دانشگاه اوتربین
دانشگاه اوتربین یک دانشگاه خصوصی در وسترویل، اوهایو است. این دانشگاه ۷۴ رشته و ۴۴ رشته فرعی و همچنین هشت رشته تحصیلات تکمیلی را برای دانشجویان خود ارائه می‌دهد. این دانشگاه در سال ۱۸۴۷ توسط کلیسای برادران متحد مسیح تأسیس شد و به نام مؤسس آن فیلیپ ویلیام اوتربین نامگذاری شد. در سال ۲۰۱۰، به دلیل افزایش تعداد رشته‌های تحصیلات تکمیلی و کارشناسی، نام آن از کالج اوتربین به دانشگاه اوتربین تغییر یافت.

## برخورد نژادپرستانه
در سال ۱۸۵۹، اوتربین اولین دانش آموز آفریقایی-آمریکایی خود، ویلیام هانیبال توماس را ثبت نام کرد، اما توسط دانشجویان سفیدپوست مورد ضرب و شتم و تمسخر قرار گرفت. دانشگاه به او گفت که ادامهٔ ثبت‌نام‌اش «موجودیت مدرسه را به خطر انداخته» و گفت که اگر داوطلبانه انصراف ندهد، او را اخراج می‌کند، که او پس از ۱۰ هفته انصراف داد پس از این اتفاق دانشگاه اوتربین تا سال ۱۸۹۳ به هیچ دانشجوی سیاهپوستی مدرک اعطا نکرد.

## محوطه دانشگاه
پردیس اوتربین در وسترویل، اوهایو واقع شده‌است. بین آلوم کریک در غرب و خیابان ایالتی (مسیر شماره ۳ ایالت اوهایو) در شرق. خیابان وست هوم که از مرکز پردیس می‌گذرد، آدرس اکثر خانه‌ها و سالن‌های اقامت دانشجویی کالج است (مانند 25 [Suite Style Residence], Mayne Hall, Hanby Hall، 163 W. Home Street و Clements Hall. انتهای شمالی پردیس محل قرارگیری بخش بهداشت و تربیت بدنی، امکانات ورزشی، و همچنین مرکز تفریحی کلمنتز است. به‌طور کلی، پردیس ۱۴۰ جریب فرنگی (۰٫۵۷ کیلومتر مربع) را اشغال کرده‌است.